# The Detroit Cobras
The Detroit Cobras er et rockband dannet i Detroit 1996. Deres musikstil Motown, soul og 1950'ernes rock and roll.

## Historie
I modsætning til kopi-bands, der forsøger at genskabe originalen benytter bandet ældre materiale og omformer det til frisk og original garage rock. Resultatet er rock and roll pakket med energien fra moderne garage rock.
The Detroit Cobras underskrev en pladekontrakt med Sympathy Records og udgav deres første album i fuld længde kaldet Mink Rat or Rabbit i 1988. Det blev fulgt op af albummet fra 2001 Life, Love & Leaving. Deres retro garage rock-stil er blevet populær i Storbritannien, hvilket fik dem til at kontakte pladeselskabet Rough Trade Records for en pladekontrakt, samt udgive de to albums Seven Easy Pieces i 2003 og Baby i 2005.

## Diskografi
- 2007 – Tied & True
- 2005 – Baby (Bloodshot)
- 2003 – Seven Easy Pieces (EP) (Rough Trade)
- 2001 – Life, Love & Leaving (Sympathy for the Record Industry)
- 1998 – Mink Rat or Rabbit (Sympathy for the Record Industry)
- 1995 – Ain't It a Shame (single) (Scooch Pooch Records)
- 1994 – Over to My House (single) (Black Mamba Records)
- 1994 – Village of Love (single) (Human Fly Records)

## Medlemmer
- Nuværende memdlemmer
  - Rachel Nagy (vokal)
  - Mary Ramirez (guitar)

- Tidligere medlemmer
  - Steve Shaw (stifter)
  - Matt O'Brien
  - Jeff Meier
  - Eddie Harsch
  - Damian Lang
  - John Szymanski
  - Dante Aliano
  - Rob Smith
  - Joey Mazzola
  - Chris Fachini
  - Kenny Trudick
  - Steve Nawara.